# Palloseura Kemi Kings
Maillots
Le Palloseura Kemi Kings (PS Kemi Kings) est un club de football finlandais fondé en 1999 et basé à Kemi.

## Repères historiques
Le club est fondé le 21 octobre 1999, par la fusion des équipes seniors de trois clubs de la ville, Kemin Palloseura (KePS), Kemin Pallotoverit-85 (KPT-85) et Visan Pallo. Chacun de ces clubs possède toujours ses propres équipes de jeunes. 
L'équipe débute en troisième division, avant de monter en deuxième division en 2008. Redescendu après quatre saisons, le club revient en deuxième division en 2015, remporte le titre et monte immédiatement en première division.

## Palmarès
- Championnat de Finlande de football D2
  - Vainqueur : 2015